# 智證王
智證王（437年—514年）姓金名智大路或智度路、智哲老，是新羅第22代君主。奈勿麻立干與保反夫人的曾孫，卜好公(寶海)與聖明夫人之孫，習寶與鳥生公主之子，炤知麻立干再從弟，曾祖母保反夫人為味鄒王與光明王后之女，祖母聖明夫人為奈勿王與內留夫人之女，母鳥生公主金氏為納祗麻立干與阿孝夫人之女，正妃延帝夫人朴氏，伊飡登欣與牟梁宮主之女。
智證王嗣位時年六十四歲，他形體鴻大，膽力過人。智證王四年正式定国号为新羅，取意「新」者德業日新，「羅」者網羅四方之義。在位十五年去世，年七十八。從智證王起新羅國王才有諡法。

## 附註
1. ↑  再從弟：同曾祖而年少于己者。